# معالجة حيوية للنفايات المشعة

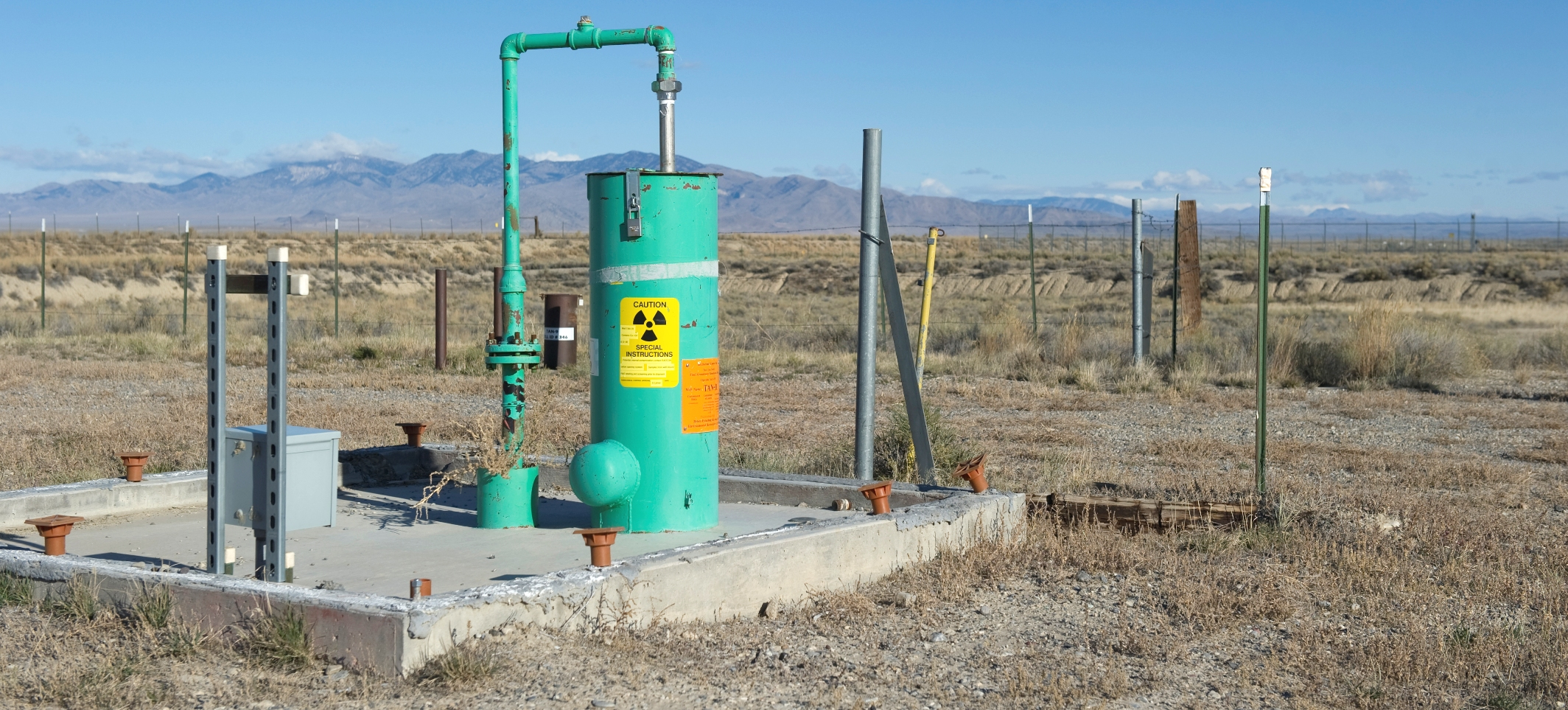
صورة لنفابات المشعة

المعالجة الحيوية للنفايات المشعة أو المعالجة الحيوية للنويدات المشعة تطبيق للمعالجة الحيوية مبني على استخدام العوامل الحيوية من بكتيريا ونباتات وفطريات (طبيعية أو معدلة وراثيًا) لتحفيز تفاعلات كيميائية تسمح بتعقيم مواقع متأثرة بالنويدات المشعة. هذه الجسيمات المشعة نواتج ثانوية ولدتها نشاطات ذات صلة بالطاقة النووية وتعد شكلًا من أشكال التلوث وتصنف ضمن مشاكل السمية الإشعاعية (بعواقب صحية وبيئية خطيرة) بسبب الطبيعة غير المستقرة لانبعاثات الإشعاع المؤين.
تتعدد أساليب المعالجة الحيوية للمناطق البيئية المتلوثة من تربة ومياه ورواسب بالنويدات المشعة ويجري إعدادها حاليًا لتكون بديلًا بيئيًا واقتصاديًا للإجراءات التقليدية. تبنى الاستراتيجيات الفيزيا-كيميائية التقليدية على استخراج النفايات عن طريق الحفر والتنقيب، ثم نقلها لمسافات بعيدة للمكبات النهائية لها. لطالما كان لهذه الأعمال والنقل تكاليف تقديرية غير مقبولة للتشغيل يمكن أن تتجاوز ترليون دولارًا في الولايات المتحدة و50 مليون جنيهًا استرلينيًا في المملكة المتحدة.
للأنواع الحيوية المستخدمة في هذه العمليات القدرة على التأثير على خصائص النويدات المشعة كمحلوليتها وتوفرها الحيوي وحركتها لتسريع استقرارها. تتأثر أفعالها بشكل كبير بالمعطيات والمستقبلات الإلكترونية، والوسط المغذي، وتعقيد الجسيمات المشعة مع المادة والعوامل البيئية. هذه إجراءات يمكن تنفيذها على مصدر التلوث (في الموقع) أو في منشآت مراقبة ومحدودة لاتباع العمليات الحيوية بشكل أكثر دقة ودمجها مع أنظمة أخرى (خارج الموقع).

## المناطق الملوثة بالإشعاع

### تصنيفات النويدات المشعة والنفايات الملوثة
قد يؤدي وجود النفايات المشعة في البيئة إلى آثار طويلة الأمد بسبب نشاط النويدات المشعة وعمرها النصفي، ما يؤدي إلى زيادة أثرها مع الزمن. توجد هذه الجسيمات في حالات أكسدة متنوعة وتوجد على شكل أكاسيد، أو رواسب مشتركة، أو مركبات عضوية أو غير عضوية، وفقًا لمنشئها وطرق تحررها. والشكل الأكثر شيوعًا لها أن توجد بشكلها المؤكسد، ما يجعلها أكثر قابلية للانحلال في الماء وبالتالي أكثر حركية. ولكن، وعلى عكس الملوثات العضوية، فمن غير الممكن التخلص منها، ويجب تحويلها إلى شكل مستقر أو نزعها من البيئة.
لا تقتصر مصادر الإشعاع على النشاط البشري. لا تأتي الإشعاعية الطبيعية من مصادر بشرية: وهي تغطي حتى ¾ من الإشعاعية الكلية في العالم ولها أصولها في تفاعل العناصر الأرضية مع الإشعاعات الكونية مرتفعة الطاقة (النويدات المشعة كونية المصدر) أو في المواد الموجودة على الأرض منذ تشكيلها (النويدات المشعة الابتدائية). في هذا الخصوص، هناك فروق في مستويات الإشعاعية من منطقة لأخرى في القشرة الأرضية. الهند والجبال كالألب من بين المناطق ذات أعلى مستويات الإشعاع الطبيعي بسبب الصخور والرمال المشكلة لها.
أكثر النويدات المشعة انتشارًا في التربة بشكل طبيعي هي الراديوم-226 (226Ra) والرادون-222 (222Rn)، والثوريوم-232 (232Th)، واليورانيوم-238 (238U)، والبوتاسيوم-40 (40K). توجد نويدات البوتاسيوم-40 (حتى 88% من إجمالي النشاط الإشعاعي)، والكربون-14 (14C)، والراديوم-226، واليورانيوم-238، والروبيديوم-87 (87Rb) في مياه المحيطات. توجد نظائر إشعاعية كالراديوم-226 والراديوم-228 (228Ra) أيضًا بوفرة في مناطق المياه الجوفية. وهي أيضًا اعتيادية في النويدات المشعة المستخدمة في مواد البناء كاليورانيوم والثوريون والبوتاسيوم (الأخير شائع في الخشب).
في الوقت ذاته، تنتج النويدات المشعة بشرية المصدر (الناتجة عن النشاط البشري) بسبب التفاعلات الحرارية النووية الناتجة عن الانفجارات واختبارات الأسلحة النووية، والتصريف من المنشآت النووية، والحوادث الناتجة عن إعادة معالجة الوقود التجاري، وتخزين النفايات من هذه العمليات، و-بحدود أقل- الطب النووي. من المواقع الملوثة بهذه النويدات المشعة منشآت وزارة الطاقة في الولايات المتحدة (كموقع هانفورد)، ومناطق الحظر في تشيرنوبل وفوكوشيما ومنطقة تشيليابينسك أوبلاست المتأثرة بسبب كارثة كيشتيم.
في مياه المحيطات، ازداد توافر التريتيوم (3H) والسيزيوم-137 (137Cs) والسترونتيوم-90 (90Sr) والبلوتونيوم-239 (239Pu) والبلوتونيوم-240 (240Pu) بشكل بارز نتيجة مسببات ذات منشأ بشري. في التربة، فإن النظائر المشعة تيكنيتيوم-99 (99Tc) والكربون-14، والسترونتيوم-90 والكوبالت-60 (60Co) واليود-129 (129I) واليود-131 (131I) والأمريكيوم-241 (241Am) والنبتونيوم-237 (237Np) وأشكال متعددة من البلوتونيوم المشع واليورانيوم المشع من أكثر النويدات المشعة شيوعًا.
يميز تصنيف النفايات المشعة الموضوع من قبل الوكالة الدولية للطاقة الذرية ست مستويات وفقًا للجرعة المكافئة، والنشاط النوعي، والحرارة المبثوثة، وعمر النصف للنويدات المشعة:
- النفايات المعفية: النفايات التي تحقق شروط الاستثناء من التحكم المقنن لأهداف الحماية من الإشعاعات.
- النفايات ذات العمر القصير جدًا: نفايات ذات عمر نصف قصير جدًا (غالبًا ما تستخدم لأغراض طبية أو بحثية) يمكن تخزينها لمدة زمنية محدودة تصل حتى بضع سنوات ثم إخراجها من التحكم المقنن.
- نفايات ذات مستوى شديد الانخفاض: نفايات كالتربة وكسارة الحجارة (ذات مستويات منخفضة من تركيز النشاط الإشعاعي) قد تحتوي أيضًا على نفايات خطرة أخرى.
- نفايات ذات مستوى منخفض: نفايات أعلى من مستوى التصريح وتتطلب عزلًا موثوقًا واحتواءً لفترات تصل إلى بضع مئات من السنين ومناسبة للتخلص منها في منشآت هندسية قريبة من السطح. تشمل النفايات ذات المستوى المنخفض النويدات المشعة قصيرة العمر عند مستويات أعلى من تركيز النشاط الإشعاعي وأيضًا النويدات المشعة طويلة العمر، ولكن حصرًا عند مستويات تركيز منخفضة للنشاط الإشعاعي.
- نفايات ذات مستوى متوسط: نفايات ذات نويدات مشعة طويلة العمر تتطلب درجة أعلى من الاحتواء والعزل تحت أعماق أكبر.
- نفايات ذات مستوى مرتفع: نفايات ذات كميات كبيرة من النويدات المشعة طويلة العمر التي تحتاج إلى تخزينها في تشكيلات تحت أرضية عميقة ومستقرة غالبًا ما تكون على عمق عدة مئات من الأمتار أو أكثر تحت السطح.

### العواقب المؤثرة على البيئة والصحة البشرية
التلوث الإشعاعي خطر محتمل للكائنات العضوية الحية وينتج مخاطر خارجية، تخص مصادر إشعاع خارج الجسم، ومخاطر داخلية، نتيجة إدخال النويدات المشعة داخل الجسم (غالبًا عن طريق تنشق الجسميات أو دخول الأطعمة الملوثة إلى الجسم).
في البشر، تؤدي جرعة واحدة مقدارها 0.25 سيفرت إلى إحداث تغييرات غير طبيعية في أعداد الكريات البيضاء. يزداد هذا التأثير بشكل واضح إذا كانت الجرعة الممتصة بين 0.5 و2 سيفرت، حيث تبدأ الأضرار من إعياء وفقدان للشعر بالظهور للعيان.  يعتبر النطاق الذي يتراوح بين 2 و5 سيفرت الأكثر شدةً ويشمل النزيف والتقرح وخطر الموت؛ بينما تؤدي الجرعات الأكبر من 5 سيفرت إلى الموت المباشر. كذلك فإذا كان تلقي الإشعاع على شكل جرعات صغيرة على فترات ممتدة من الزمن، فإن العواقب يمكن أن تكون بذات الشدة. من الصعب تكميم الآثار الصحية للجرعات ما دون 10 ميلي سيفرت، ولكن ثبت أن هناك علاقة مباشرة بين التعرض المستمر وخطر السرطان (رغم عدم وجود علاقة شديدة الوضوح بين الجرعة والاستجابة لتحديد حدود واضحة لمقدار التعرض للإشعاع).
تندر المعلومات المتوفرة المتعلقة بأثر إشعاع الخلفية الكونية الطبيعي بالنسبة للتلوث من المصادر البشرية على الحياة البرية، وتخص بضعة أنواع فقط. من الصعب جدًا -من المعلومات المتاحة- تقدير الجرعات الكلية التي يمكن أن تتراكم خلال مراحل معينة من دورة الحياة (تطور الجنين أو العمر التكاثري) فيما يخص التغييرات السلوكية أو حسب العوامل البيئية كتنوع المواسم. ولكن ظواهر التراكم الحيوي الإشعاعي والتركيز الحيوي والتضخم الحيوي معروفة بشكل خاص على مستوى البحر. وهي تنتج عن تلقي النظائر الإشعاعية والاحتفاظ بها من قبل ذوات الصدفتين والقشريات والمرجانيات والعوالق النباتية، التي تصعد إلى بقية السلسلة الغذائية بعوامل تركيز منخفضة.